# Angry Samoans (album de Boo-Yaa T.R.I.B.E.)
Pour les articles homonymes, voir Angry Samoans.
Albums de Boo-Yaa T.R.I.B.E.
Metally Disturbed
(1996) Mafia Lifestyle
(2000)
Angry Samoans est le quatrième album studio de Boo-Yaa T.R.I.B.E., sorti en 1998.
Avec cet album, Boo-Yaa T.R.I.B.E. franchit un cap musical car le groupe bascule dans le metal, tout en gardant un débit de parole qui se rapproche du rap, un peu à l'image de Rage Against the Machine. Cela dit, les thèmes abordés restent assez éloignés et les textes de Boo-Yaa T.R.I.B.E. sont loin d'être aussi engagés que ceux de leurs collègues puisqu'ils abordent encore et toujours leur propre expérience de gangsters.

## Liste des titres
| No  | Titre                | Durée |
| --- | -------------------- | ----- |
| 1.  | No Free Ride (Intro) | 1:32  |
| 2.  | Skared for Lyfe      | 3:15  |
| 3.  | Breakin' Lyfe Sykos  | 4:47  |
| 4.  | Buried Alive         | 4:00  |
| 5.  | Full Metal Jack Move | 3:06  |
| 6.  | Kill for the Family  | 3:49  |
| 7.  | Retaliate            | 2:39  |
| 8.  | Boogie Man           | 3:45  |
| 9.  | Where You Want It    | 4:04  |
| 10. | Gang Bangin'         | 3:27  |
| 11. | Mr. Mister Redeyes   | 5:33  |
| 12. | Angry Samoans        | 3:00  |
| 13. | No Free Ride (Outro) | 1:55  |